# Алланиязов, Бердах Бауетдинович
Бердах Бауетдинович Алланиязов (узб. Berdax Bauyetdinovich Allaniyazov; 28 сентября 1965) — советский и узбекистанский футболист, вратарь.

## Биография
Карьеру начал в клубе «Автомобилист».
В разных годах играл в клубах «Шахтёр» (Ангрен), «Янгиер», «Хорезм».
Большую часть карьеры провёл в клубе «Арал».

### Сборная Узбекистана
За сборную Узбекистана сыграл 8 игр. В 1994 году в составе сборной Узбекистана стал чемпионом Азиатских игр.

## Достижения
- Чемпион Азиатских игр: 1994